# Geelong
Geelong este un oraș port situat pe Corio Bay și Râul Barwon, în statul Victoria, Australia, la 75 km sud-vest de capitala statului, Melbourne.

## Geografia
Ruta maritimă Londra-Geelong este cea mai lungă rută maritimă.

### Geologia

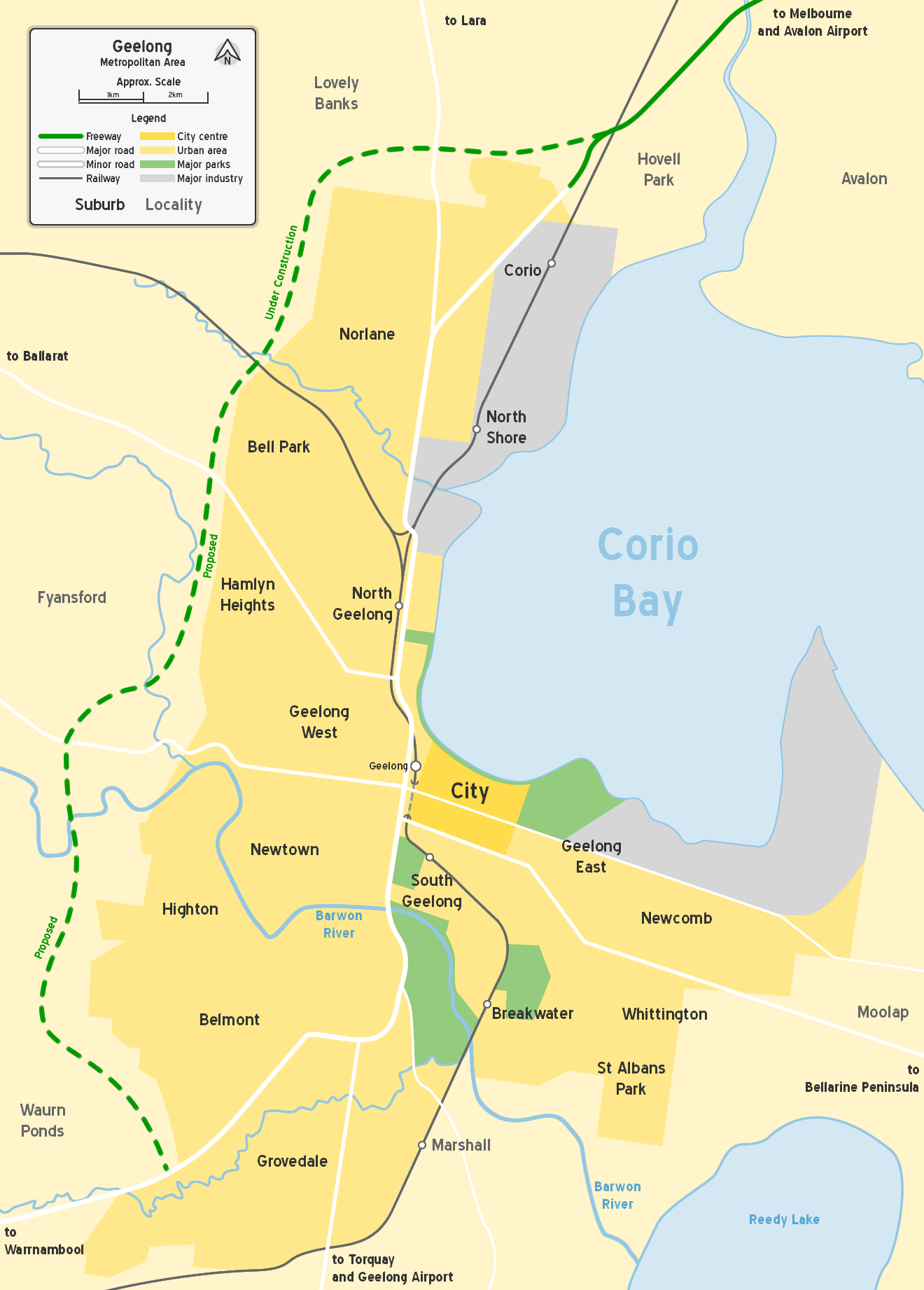
Harta Geelong

Geologic cele mai vechi roci din zonă sunt din perioada Cambriană de acum 500 milioane de ani și de la activitatea vulcanică care a avut loc în devonian acum 350 milioane ani.

### Demografia

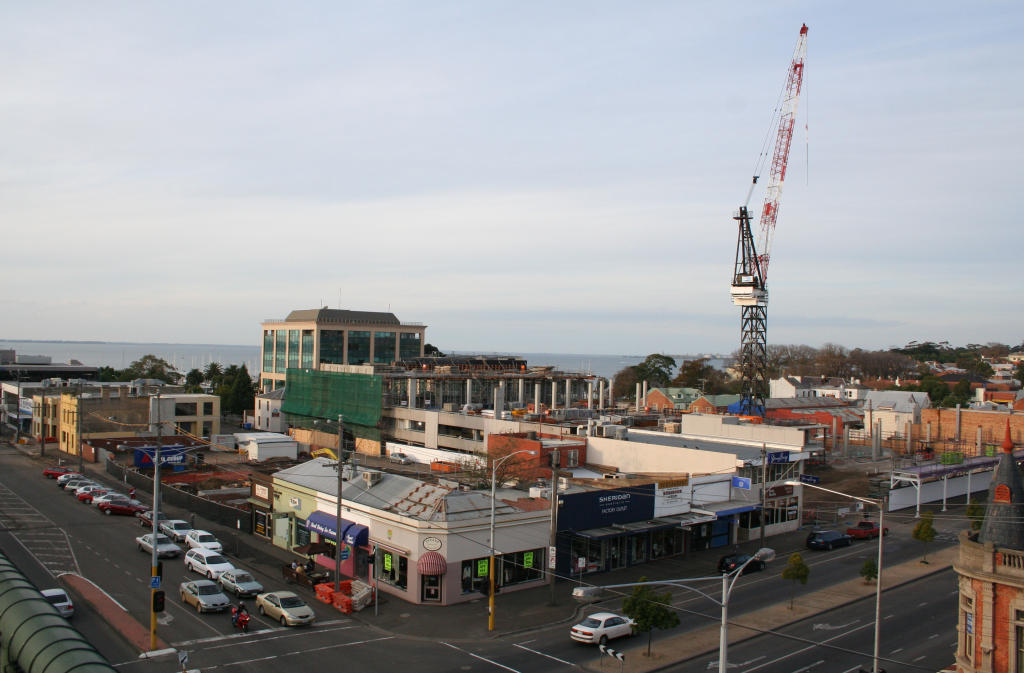
Geelong lucrări de construcţii în 2007

Populația urbană estimată urbană este de 160991 de oameni. Geelong acoperă și zonele înconjurătoare. Vârsta medie a persoanelor în Geelong a fost de 37 de ani. 19,4% din populația din Geelong au fost copii cu vârste cuprinse între 0-14 ani, iar 26,6% au fost persoane în vârstă de peste 55 ani. Fiecare locuință este, în medie, ocupată de 2.59 de persoane, ușor mai scăzută decât mediile naționale și de stat.

### Clima

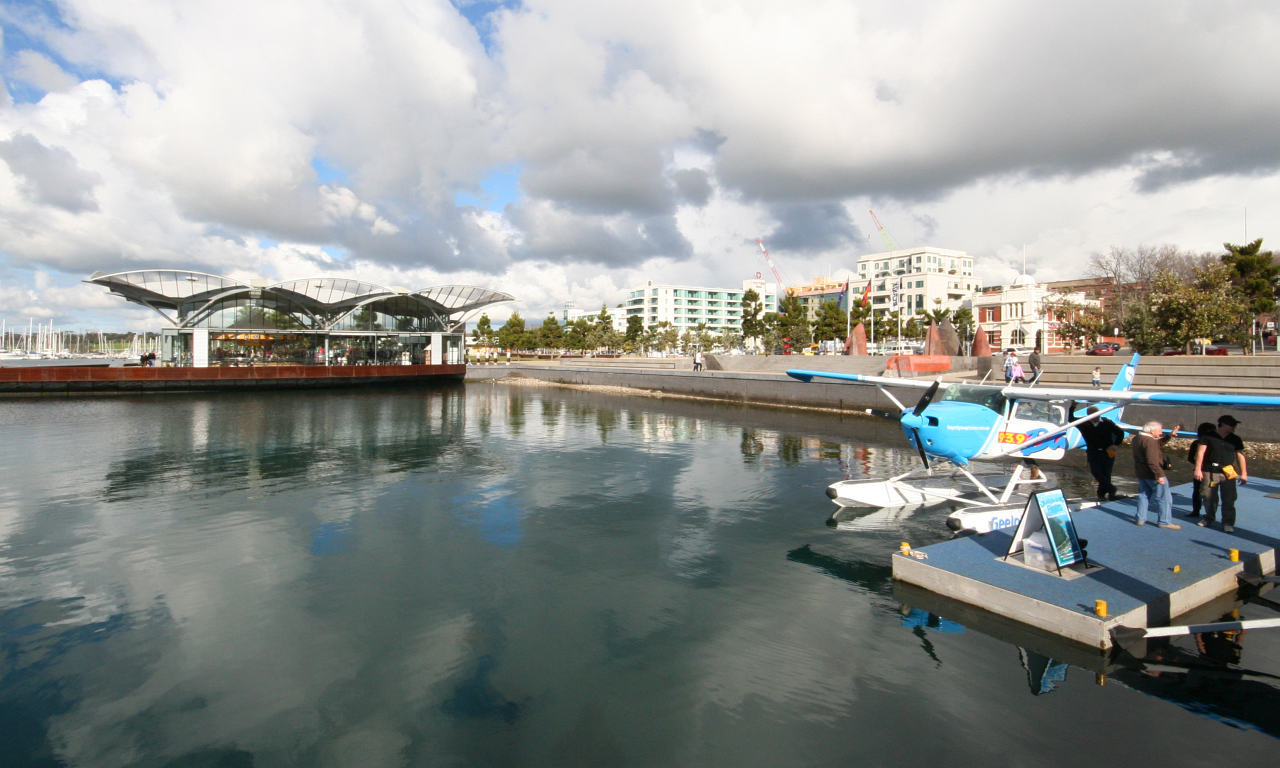
Steampacket Quay

Geelong are vreme stabilă cu patru anotimpuri distincte. Are un climat temperat, cu vânturi dominante din vest, nori variabili, precipitații moderate, veri calde și ierni reci.

## Istoria

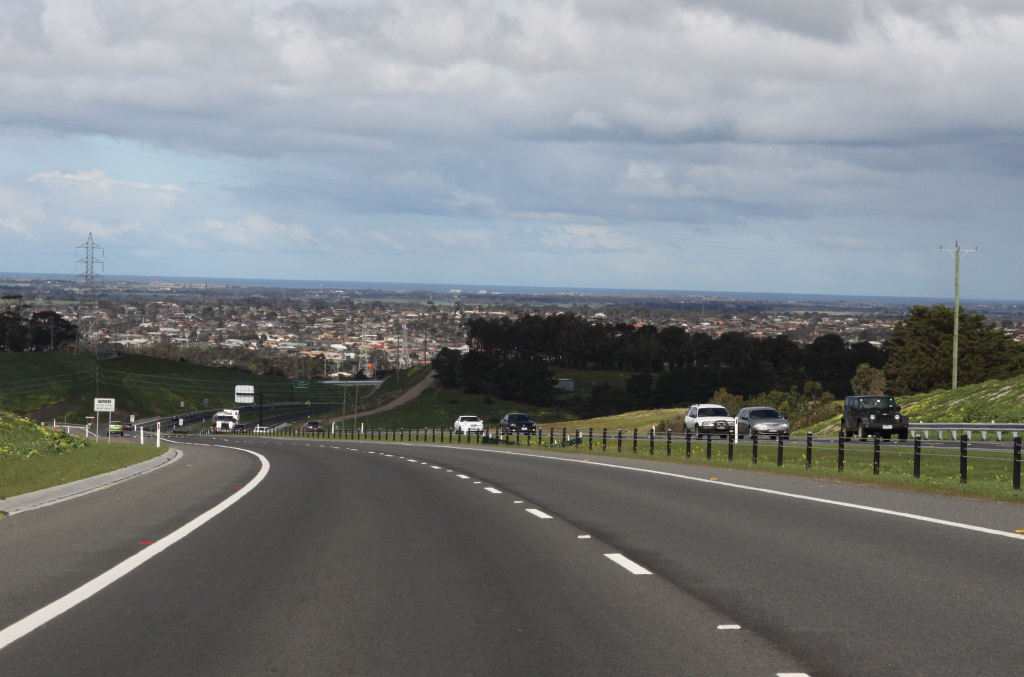
Drum Geelong

Zona Geelong și "Peninsula Bellarine" au fost inițial ocupate de triburi aborigene, în special populația Wathaurong, înainte ca albii să se stabilească în secolul al XIX-lea.
Primul alb care a vizitat zona a fost locotenentul "John Murray".